# Uwe Hoßfeld

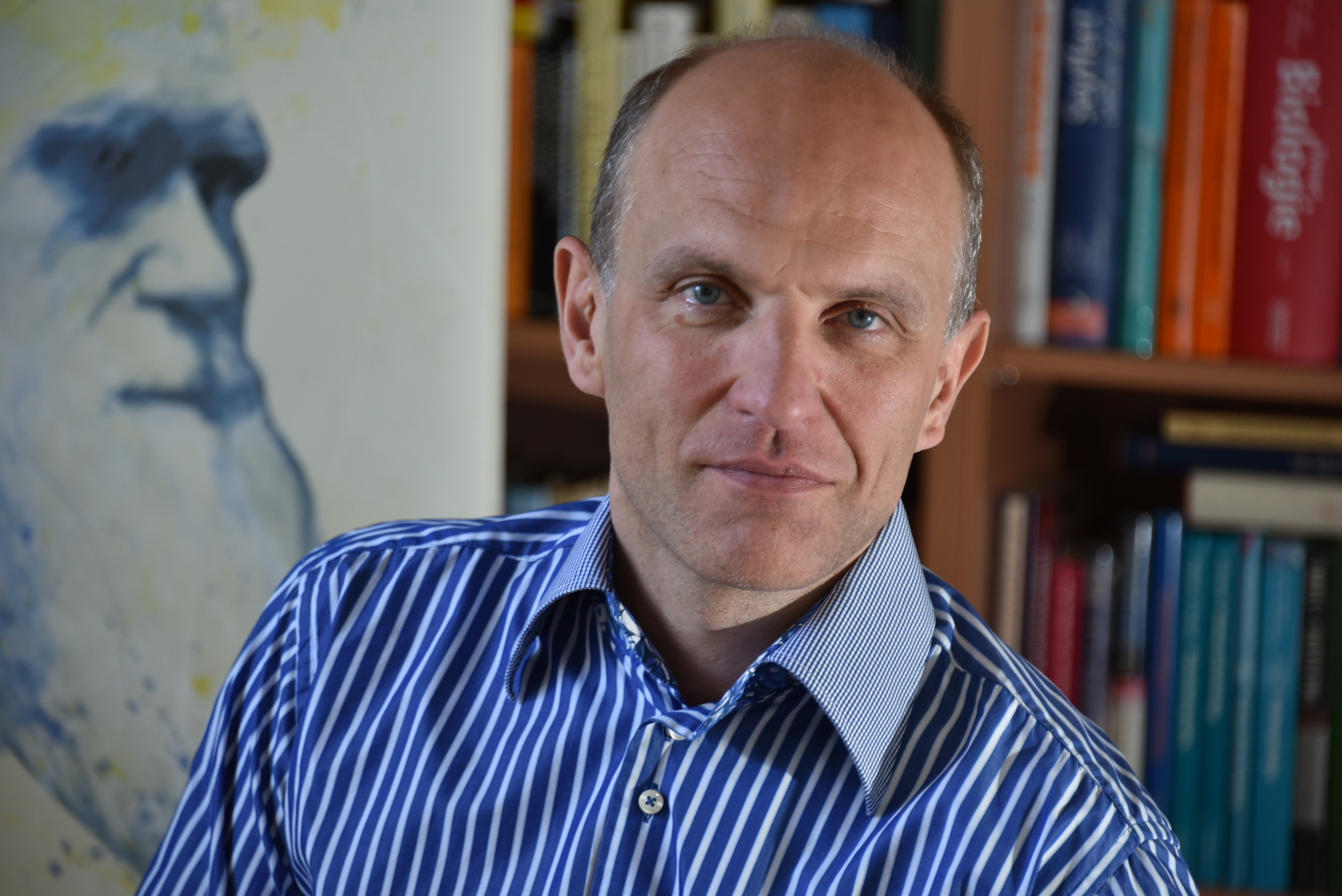
Uwe Hoßfeld (2019)

Uwe Hoßfeld (* 5. August 1966 in Bad Liebenstein) ist ein deutscher Biologiehistoriker, Biologiedidaktiker und Publizist. Er ist außerplanmäßiger Professor für Didaktik der Biologie an der Friedrich-Schiller-Universität Jena.

## Biographie
Uwe Hoßfeld schloss 1985 die Erweiterte Oberschule in Sonneberg mit Abitur ab. Er leistete von 1985 bis 1988 Wehrdienst bei der Volksmarine. Hoßfeld studierte dann von 1988 bis 1994 die Fächer Biologie, Wissenschaftsgeschichte, Sportwissenschaft, Erziehungswissenschaft und Indonesistik an der Friedrich-Schiller-Universität Jena (FSU). Er absolvierte schließlich ein Referendariat in Weimar und Apolda von 1993 bis 1995. Nach dem Ersten Staatsexamen 1993 folgte 1994 der Abschluss zum Magister artium für Geschichte der Naturwissenschaften und Biologie (M. A., Philosophische Fakultät) sowie das Zweite Staatsexamen 1995. Hoßfeld wurde 1996 an der FSU Jena mit der Arbeit „Gerhard Heberer (1901–1973) – Sein Beitrag zur Biologie im 20. Jahrhundert“ zum Dr. rer. nat. promoviert. Es folgten ein HEP-Stipendium am Lehrstuhl für Ethik in den Biowissenschaften in Tübingen (Eve-Marie Engels) 1996 und ein Stipendium der VolkswagenStiftung am Institut für Wissenschaftsgeschichte in Göttingen (Nicolaas A. Rupke) im Jahre 1997. Von 1998 bis 2000 arbeitete Hoßfeld als wissenschaftlicher Mitarbeiter im DFG (Deutsche Forschungsgemeinschaft)-Projekt „Erschließung der Korrespondenz Ernst Haeckels“, 2000 bis 2002 als wissenschaftlicher Mitarbeiter am Institut für Geschichte der Medizin, Naturwissenschaft und Technik (Ernst-Haeckel-Haus) in Jena.
Er war 2002 bis 2006 wissenschaftlicher Assistent in der Senatskommission zur „Aufarbeitung der Jenaer Universitätsgeschichte im 20. Jahrhundert“, Bereich Naturwissenschaften und am Ernst-Haeckel-Haus. Im Jahre 2003 folgte die Habilitation für das Fach „Geschichte der Naturwissenschaften“ mit einer Arbeit zum Thema „Biologische Anthropologie zwischen Politik, Ideologie und Wissenschaft, 1861–1945 unter besonderer Berücksichtigung der Entwicklungen an der Jenaer Universität“.
Uwe Hoßfeld ist seit WS 2006/07 Leiter der Arbeitsgruppe Biologiedidaktik und seit 2009 außerplanmäßiger Professor für Didaktik der Biologie an der Friedrich-Schiller-Universität Jena. Von 2013 bis 2015 leitete er ein „Labor für Wissenschaftsforschung“ an der Staatlichen Universität für Informationstechnologien, Mechanik und Optik Sankt Petersburg (ITMO) mit, von 2016 bis 2017 war er dort als Forschungsprofessor tätig, ebenso an der Polytechnischen Peter-der-Große-Universität Sankt Petersburg. Seit 2018 ist er zudem Doktor filosofskich nauk (Dr. sc. phil.) für Geschichte der Wissenschaft und Technik an der Staatlichen Universität in St. Petersburg.
Von 2019 bis 2024 war Hoßfeld Vorsitzender der Deutschen Gesellschaft für Geschichte und Theorie der Biologie, deren Gründungsmitglied er auch ist.

## Forschungsinteressen

### Wissenschafts- und Biologiegeschichte
Nach einer Reise zu den Kleinen Sunda-Inseln in Indonesien im Jahre 1993, die insbesondere dem Vergleich von Archivalien aus dem Nachlass von Gerhard Heberer diente und wichtige Ergebnisse der sog. „Rensch-Expedition“ von 1927 bestätigen konnte, beschäftigte Hoßfeld sich zunächst mit der Geschichte und Theorie der Evolutionsbiologie im deutschen Sprachraum sowie der Wissenschafts- und Universitätsgeschichte im Nationalsozialismus und der DDR.
Seit 2001 vertritt er mit Thomas Junker und Wolf-Ernst Reif – in Anlehnung an Ernst Mayr u. a. – einen „Synthetischen Darwinismus“ (Synthetische Evolutionstheorie). Hierbei handelt es sich um eine zwischen 1930 und 1950 entstandene Erweiterung der Evolutionstheorie, in der die Selektionstheorie mit Erkenntnissen der Genetik (Mutation) und Systematik (geographische Isolation) verbunden wurde. Parallel dazu unterstrich Hoßfeld auch immer wieder die Bedeutung der „Biologischen Anthropologie“ für die Evolutionsbiologie.
Biologiehistorische Falsifizierungen erfolgten zu Themenbereichen wie Nikolai V. Timoféeff-Ressovsky (Kollaboration im Nationalsozialismus?), Ernst Haeckel (Nobelpreis, Gegenpapst, Stammbäume), Alfred Russel Wallace (Darwins Schatten-Mann), zu alternativen Evolutionstheorien (z. B. Lyssenkoismus, Kreationismus), zum „Generalized Darwinism“ und zur Genetik (Wiederentdeckung der Mendelschen Gesetze um 1900). Gemeinsam mit Lennart Olsson hat Hoßfeld auch zur Geschichte der Zeitschrift Nature im Dritten Reich gearbeitet.
 Von Hoßfeld stammt auch die Metapher „Rassen-Quadriga“, die erstmals während eines Vortrages anlässlich der Debatte um die Rektorenportraits an der Universität Jena am 21. Januar 1998 im Zeitgeschichtlichen Kolloquium des Historischen Instituts verwendet wurde. Bezugnehmend auf die vier Jenaer Professoren Hans F. K. Günther (Sozialanthropologie 1930–1935), Karl Astel (Menschliche Züchtungslehre und Vererbungsforschung 1934/35, Menschliche Erbforschung und Rassenpolitik 1935–1945), Victor Franz (Zoologie / Phylogenie, Vererbungslehre und Geschichte der Zoologie 1936–1945) und Gerhard Heberer (Allgemeine Biologie und Anthropogenie 1938–1945) bezeichnete er die Vorreiterstellung der Universität Jena bei der Institutionalisierung rassenkundlicher Fächer in Wissenschaft und Forschung im Zeitraum von 1930 bis 1938. Diesem Jenaer Kreis ferner zuzuordnen sind der Mediziner und sogenannte völkische Philosoph Lothar Stengel von Rutkowski, der Botaniker Heinz Brücher sowie die Biometrikerin Erna Weber. Die „Rassen-Quadriga“ etablierte von Jena aus die Deutsche Wissenschaft / Biologie und trug damit maßgeblich dazu bei, dass die Salana frühzeitig den zweifelhaften Ruf einer NS-ideologisch gefestigten Hochschule erwarb.
Hoßfeld konnte zudem nachweisen, dass bereits um 1900 zahlreiche Kritiken gegen die Ausbreitung rassenkundlichen Denkens in Deutschland erschienen sind. Zu den frühen und profiliertesten Gegnern gehörten hier zunächst der österreichisch-britische Soziologe und Nationalökonom Friedrich Hertz („Moderne Rassentheorien“, 1904) sowie der aus Karlsbad stammende jüdische Eugeniker, Anthropologe und Röntgenologe Ignaz Zollschan („Das Rassenproblem unter besonderer Betrachtung der theoretischen Grundlagen der jüdischen Rassenfrage“, 1910). Anfang der 1920er Jahre verstummten dann schlagartig aber alle kritischen Stimmen gegen die Rassenhygiene und Rassentheorien, da es in Deutschland zu einer breiten Konsolidierung der Rassenhygiene sowie zu einer inhaltlichen, institutionellen und organisatorischen Vernetzung mit der Mendelschen Vererbungswissenschaft gekommen war. Den zentralen Höhepunkt bildete dabei die Veröffentlichung des sogenannten Baur-Fischer-Lenz, ein Werk über „Menschliche Erblichkeitslehre und Rassenhygiene“ (1921). Ein Jahrzehnt später, im Nationalsozialismus, flammten die wissenschaftlichen Kritiken erneut auf, insbesondere im Umfeld einer anthropologisch dominierten Rassenkunde, die u. a. das populäre Werk des Philologen Hans F. K. Günther („Rasse-Papst“) in den Blick nahmen (Friedrich Hertz, Friedrich Merkenschlager). Hier standen sich die Vertreter eines dynamisch konzipierten Rassenbegriffs (Karl Saller, Franz Weidenreich u. a.) versus typologischen Rassenkonzeptes (Eugen Fischer, Fritz Lenz, H. F. K. Günther) gegenüber oder generelle Kritiker der Rassenbiologie kamen zu Wort (Hugo Iltis).
Aktuelle Forschungen thematisieren derzeit Fragen der internationalen Ausbreitung von EvoDevo, zur Paläoanthropologie und Evolutionsbiologie, der russischen Biologiegeschichte sowie dem Lebenswerk Ernst Haeckels. Er ist einer der Hauptautoren der Jenaer Erklärung der Deutschen Zoologischen Gesellschaft. Der Beitrag „The Biogenetic Law and the Gastraea theory: From Ernst Haeckel´s discoveries to contemporary views.“ war 2022/23 einer der 10 meist zitierten Artikel in der Zeitschrift Journal of Experimental Zoology Part B: Molecular and Developmental Evolution (JEZ-B).
Im Nachgang zur „Jenaer Erklärung“ hat Hoßfeld gemeinsam mit Georgy S. Levit den russischen Forschungsreisenden Nikolai Nikolajewitsch Miklucho-Maklai als „ersten wissenschaftlichen Anti-Rassisten“ beschrieben sowie mit Kollegen dessen im Jahr 2018 bei der Russischen Geographischen Gesellschaft in St. Petersburg aufgefundene Vorlesungsmitschriften der Jahre 1865/66 aus seiner Jenaer Zeit zur Zoologie (Ernst Haeckel), Vergleichenden Anatomie (Carl Gegenbaur) und Paläontologie (Ernst Haeckel) ediert. Diese geben erstmals einen Einblick zum Aufbau und den Inhalten der Vorlesungen jener Zeit und wurden in einer Besprechung in der FAZ als „kleine Perlen“ bezeichnet. Miklucho-Maklai war es auch, der im Jahr 1868 ein mögliches Schwimmblasen-Rudiment bei Haien entdeckte, welches die Pioniere der Evolutionsforschung Charles Darwin und Ernst Haeckel ausführlich in ihrem Briefwechsel diskutierten.
Hoßfeld war im Jahr 2023 auch Teil einer interdisziplinären Arbeitsgruppe, die erstmals Mumien in Thüringen, an der Universität Jena, untersucht hat. Es handelte sich dabei um vier Schädel, ein Rumpffragment, ein Becken, zwei Unterkiefer, zwei Wirbelgruppen, drei linke Füße und einige Gewebereste von ägyptischen Mumien sowie um zwei nahezu vollständig erhaltene Kindermumien aus Südamerika. Als Sammler konnten der Mediziner Theodor Meyer-Steineg sowie der Entomologe Otto Schmiedeknecht nachgewiesen werden. Ein besonderes Augenmerk legte das Forschungsteam auf die Textilien, mit denen die Mumien eingewickelt waren, da sich die bisherigen Forschungen bei solchen Stücken oftmals in der Regel nur auf anthropologische Untersuchungen sowie den Mumifizierungsprozess konzentrierten. Große Unterschiede in der Gewebefeinheit ließen darauf schließen, dass die Textilien, mit denen die ägyptischen Mumien umwickelt waren, für einen unterschiedlichen Gebrauch hergestellt wurden und so etwa auch als Bekleidung gedient haben könnten. Die Gewebe bestanden in erster Linie aus Flachs oder Hanf.

### Biologiedidaktik
Innerhalb dieser Fachdisziplin interessieren Hoßfeld Fragen des biologischen Modellbaues, die Geschichte biologischer Unterrichtssammlungen, außerschulische Lernorte, rassismuskritische Bildungsarbeit, Nachhaltigkeit und Mikroskopie.

### Wissenschaftspopularisierung und Wissenschaftspolitik
Gemeinsam mit der Landeszentrale für Politische Bildung in Thüringen hat Hoßfeld in den letzten Jahren seine Forschungsergebnisse zu Themenbereichen wie Biologie und Politik, Ernst Haeckel, Geschichte der Rassenkunde etc. in zahlreichen Büchern und verschiedenen „Blättern zur Landeskunde Thüringens“ einer breiten Öffentlichkeit in allgemein verständlicher Form zugänglich gemacht.

## Gremien
- Vorsitzender des Verband Biologie, Biowissenschaften und Biomedizin in Deutschland (VBIO) – Landesverband Thüringen
- Vorstandsmitglied des Arbeitskreises Evolutionsbiologie
- Geschäftsführer des Fördervereins „Collegium Europaeum Jenense e. V.“

## Ehrungen
- 2003, 2005 und 2010: Grant für Wissenschaftsgeschichte (mit Lennart Olsson) der Königlich Schwedischen Akademie der Wissenschaften in Stockholm
- 2006: distinguished lecture in der Thüringer Staatskanzlei in Erfurt, Plakette „Erfurter Dialog“ des Ministerpräsidenten
- 2014: Diplom für den 2. Platz als „Internationales Labor für Wissenschaftsforschung“ in der Nominierung für das beste Wissenschaftslabor der ITMO Universität in St. Petersburg
- 2018: korrespondierendes Mitglied der Niedersächsischen Akademie der Wissenschaften zu Göttingen[51]
- 2018: Auszeichnung als Juror „Jugend forscht“ durch den Thüringer Minister für Bildung, Jugend und Sport sowie die Stiftung für Technologie, Innovation und Forschung Thüringen (STIFT)
- 2022: Mendel Memorial Medal[52][53]
- 2022: Arnstädter Literaturpreis (Rubrik: Wissenschaftsbuch)
- 2024: Thüringer Demokratiepreis[54][55]
- 2024: Ilse-Jahn-Ehrenpreis der DGGTB[56]
- 2024: Arnstädter Literaturpreis (Rubrik: Wissenschaft)
- 2025: Caspar-Friedrich-Wolff-Medaille[57]

## Publikationen (Auswahl)
Monografien
- Die Entdeckung der Evolution. Eine revolutionäre Theorie und ihre Geschichte. Wissenschaftliche Buchgesellschaft, Darmstadt 2001; 2. Auflage 2009, mit Thomas Junker. ISBN 3-534-14208-X
- Geschichte der biologischen Anthropologie in Deutschland. Von den Anfängen bis in die Nachkriegszeit. Franz Steiner Verlag, Stuttgart 2005; 2. Auflage 2016, ISBN 978-3-515-11238-3
- Haeckel Korrespondenz. Übersicht über den Briefbestand des Ernst-Haeckel-Archivs. VWB, Berlin 2005, mit Olaf Breidbach. ISBN 3-86135-489-6
- „Substanzmonismus“ und/oder „Energetik“. Der Briefwechsel von Ernst Haeckel und Wilhelm Ostwald (1910–1918). Zum 100. Jahrestag der Gründung des Deutschen Monistenbundes. VWB, Berlin 2006, mit Rosemarie Nöthlich, Heiko Weber, Olaf Breidbach und Erika Krauße. ISBN 978-3-86135-490-1
- Die Kooperation der Friedrich-Schiller-Universität Jena und der Deutschen Karls-Universität Prag im Bereich der „Rassenlehre“, 1933–1945. Erfurt 2008, mit Michal Simunek. ISBN 978-3-937967-34-9
- Das Phyletische Museum in Jena. Druckhaus, Gera 2009, mit Martin S. Fischer und Gunnar Brehm. ISBN 978-3-9811758-3-7
- Ernst Haeckel. (= absolute), orange press, Freiburg im Breisgau 2010, ISBN 978-3-936086-40-9
- Biologie und Politik. Die Herkunft des Menschen. Landeszentrale für politische Bildung Thüringen, Staatskanzlei, Erfurt 2011; 2. Auflage 2012; 3. Auflage 2017, 4. Auflage 2021, ISBN 978-3-948643-22-5
- Institute, Geld, Intrigen. Rassenwahn in Thüringen, 1930 bis 1945. Landeszentrale für politische Bildung Thüringen, Erfurt 2014, ISBN 978-3-943588-36-1, ISBN 978-3-943588-70-5 (E-Book)
- Evolution. Schriftenreihe „Die Geschichte hinter dem Bild“. Landeszentrale für politische Bildung Thüringen, Erfurt 2019. ISBN 978-3-946939-56-6
- DNA. Schriftenreihe „Die Geschichte hinter dem Bild“. Landeszentrale für politische Bildung Thüringen, Erfurt 2019. ISBN 978-3-946939-50-4
- Ernst Haeckel in der DDR. THK-Verlag, Arnstadt 2023, mit Karl Porges. ISBN 978-3-945068-73-1

Herausgeberschaften
- „Kämpferische Wissenschaft“. Studien zur Universität Jena im Nationalsozialismus. Böhlau Verlag, Köln/Weimar/Wien 2003, mit Jürgen John, Oliver Lemuth und Rüdiger Stutz. ISBN 3-412-04102-5
- Hochschule im Sozialismus. Studien zur Geschichte der Friedrich-Schiller-Universität (1945–1990). 2 Bde., Böhlau-Verlag, Weimar u. a. 2007, mit Tobias Kaiser und Heinz Mestrup. ISBN 978-3-412-34505-1
- Ivan I. Schmalhausen: Die Evolutionsfaktoren. Kommentierter Reprint der deutschen Fassung, Franz Steiner Verlag, Stuttgart 2010, mit Lennart Olsson, Georg S. Levit und Olaf Breidbach. ISBN 978-3-515-09624-9
- The Mendelian Dioskuri. Correspondence of Armin with Erich von Tschermak-Seysenegg, 1898–1951. (= Studies in the History of Sciences and Humanities, 27), Prag 2011, mit Michal Simunek, Florian Thümmler und Olaf Breidbach. ISBN 978-80-87378-67-0
- Alfred Russel Wallace (1823–1913). The man in the shadow of Charles Darwin. Special Issue, Theory in Biosciences 132/4, 2013, mit Ulrich Kutschera. ISSN 1431-7613 (Print) ISSN 1611-7530 (Online)
- Charles Darwin. Zur Evolution der Arten und zur Entwicklung der Erde. Springer Verlag, Heidelberg 2014, mit Lennart Olsson. ISBN 978-3-642-41960-7
- Mikroskopie für den Biologieunterricht. Praktische Experimente für die biologische Ausbildung. Carl Zeiss AG Jena, Jena 2016, mit Carl Zeiss Microscopy GmbH, Heide-Lore Müller und Stephanie Wachtel.[58]
- Meilensteine aus 200 Jahre „Thierarzneykunst“ in Jena (1816–2016), Verlag der DVG Service GmbH, Gießen 2016, mit Georgy S. Levit, und Petra Reinhold. ISBN 978-3-86345-333-6
- Ernst Haeckel (1843–1919): The German Darwin and his impact on modern biology. Special Issue, Theory in Biosciences 138 (1): 1-202. Springer Verlag Germany, 2019, mit Georgy S. Levit & Ulrich Kutschera [eds.]. https://link.springer.com/journal/12064/138/1
- Vorlesung über Paleontologie von Ernst Haeckel Die Vorlesungsmitschrift von Nikolai Nikolajewitsch Miklucho-Maclay aus dem Sommersemester 1866. 119 S., Tübingen, Scidinge Hall 2022, mit Werneburg, I., C. U. Rehm, G. S. Levit. ISBN 978-3-947020-17-1
- Vorlesungen über Zoologie von Ernst Haeckel. Die Vorlesungsmitschrift von Nikolai Nikolajewitsch Miklucho-Maclay aus dem Wintersemester 1865/66. 179 S., Arnstadt, THK-Verlag 2022, mit G. S. Levit, M. Fischer, A. Blankenburg, T. Thieme, G. Puchert & M. Matveeva. ISBN 978-3-945068-55-7
- Vorlesungen über Menschliche Anatomie von Carl Gegenbaur. Die Vorlesungsmitschrift von Nikolai Nikolajewitsch Miklucho-Maclay aus dem Wintersemester 1865/66. 271, S., Arnstadt, THK-Verlag 2022, mit R. Fröber, M. Fischer, G. S. Levit, T. Thieme & M. Matveeva. ISBN 978-3-945068-56-4